# Automolis denisae
Automolis denisae är en fjärilsart som beskrevs av Abel Dufrane 1945. Automolis denisae ingår i släktet Automolis och familjen björnspinnare. Inga underarter finns listade i Catalogue of Life.